# Beñat Prados
Beñat Prados Díaz (Pamplona, 8 februari 2001) is een Spaans voetballer die bij voorkeur als centrale middenvelder speelt. Hij speelt bij Athletic Bilbao.

## Clubcarrière
Athletic Bilbao leende Prados tijdens het seizoen 2022/23 uit aan CD Mirandés. Op 19 augustus 2023 debuteerde hij in La Liga in de uitwedstrijd tegen Osasuna in zijn geboortestad Pamplona. In juni 2024 werd zijn contract verlengd tot medio 2031.